# Unberührbare Zahl
In der Zahlentheorie ist eine unberührbare Zahl (vom englischen untouchable number) eine positive ganze Zahl {\displaystyle n\in \mathbb {N} }, die nicht als Summe aller echten Teiler {\displaystyle \sigma ^{*}(k)} irgendeiner positiven ganzen Zahl {\displaystyle k\in \mathbb {N} } dargestellt werden kann (inklusive der unberührbaren Zahl selbst). Diese Zahlen kommen somit in keinen Inhaltsketten vor. Sie wurden erstmals von ʿAbd al-Qāhir al-Baghdādī (etwa im Jahr 1000) untersucht, der bemerkt hat, dass die beiden Zahlen 2 und 5 unberührbar sind.

## Beispiele
- Die Zahl {\displaystyle n=5} ist eine unberührbare Zahl.

Beweis:
Man muss zeigen, dass {\displaystyle n=5} nicht als Summe der echten Teiler irgendeiner Zahl {\displaystyle k\in \mathbb {N} } dargestellt werden kann.
In einer echten Teilersumme {\displaystyle \sigma ^{*}(k)} kommt kein Teiler mehrmals vor. Es gibt nur zwei Möglichkeiten, die Zahl 5 additiv mit verschiedenen Zahlen darzustellen: {\displaystyle 5=1+4=2+3}. Die zweite Darstellung {\displaystyle 5=2+3} ist keine Teilersumme, weil die Zahl 1 fehlt, die immer in jeder Teilersumme enthalten sein muss. Die erste Darstellung kommt als Teilersumme auch nicht in Frage, weil wenn eine Zahl die Teiler 1 und 4 hat, sie auch die Zahl 2 als Teiler haben muss und somit ihre Teilersumme mindestens {\displaystyle 1+2+4=7\not =5} sein muss. Somit bleibt keine Möglichkeit übrig, dass es ein {\displaystyle k\in \mathbb {N} } gibt, sodass {\displaystyle \sigma ^{*}(k)=5} ist. Die Zahl 5 ist somit eine unberührbare Zahl. {\displaystyle \Box }
- Die Zahl {\displaystyle n=4} ist keine unberührbare Zahl.

Beweis:
Man muss zeigen, dass {\displaystyle n=4} die Summe der echten Teiler irgendeiner Zahl {\displaystyle k\in \mathbb {N} } ist.
Es ist {\displaystyle 4=1+3}. Es gibt eine Zahl, die nur die Zahlen 1 und 3 als echte Teiler hat, nämlich die Zahl {\displaystyle k=9}. Somit ist ihre Teilersumme {\displaystyle \sigma ^{*}(9)=1+3=4}, womit die Zahl 4 keine unberührbare Zahl ist. {\displaystyle \Box }
- Die folgenden Zahlen sind die kleinsten unberührbaren Zahlen:

2, 5, 52, 88, 96, 120, 124, 146, 162, 188, 206, 210, 216, 238, 246, 248, 262, 268, 276, 288, 290, 292, 304, 306, 322, 324, 326, 336, 342, 372, 406, 408, 426, 430, 448, 472, 474, 498, 516, 518, 520, 530, 540, 552, 556, 562, 576, 584, 612, 624, 626, 628, 658, … (Folge A005114 in OEIS)

## Eigenschaften
- Perfekte Zahlen sind niemals unberührbare Zahlen.
 Beweis:
  - Sei {\displaystyle n\in \mathbb {N} } eine perfekte Zahl. Perfekte Zahlen haben die Eigenschaft, dass sie gleich ihrer echten Teilersumme sind. Es gilt also {\displaystyle \sigma ^{*}(n)=n}. Somit existiert eine Zahl, deren echte Teilersumme gleich {\displaystyle n} ist. Somit ist {\displaystyle n} keine unberührbare Zahl. {\displaystyle \Box }
- Befreundete Zahlen sind niemals unberührbare Zahlen.
 Beweis:
  - Seien {\displaystyle n_{1},n_{2}\in \mathbb {N} } zwei befreundete Zahlen. Befreundete Zahlen haben die Eigenschaft, dass die eine Zahl {\displaystyle n_{1}} gleich der echten Teilersumme der anderen Zahl {\displaystyle n_{2}} ist und umgekehrt. Es gilt also {\displaystyle \sigma ^{*}(n_{1})=n_{2}} und {\displaystyle \sigma ^{*}(n_{2})=n_{1}}. Somit existiert für jede der beiden Zahlen {\displaystyle n_{1}} und {\displaystyle n_{2}} eine echte Teilersumme, die gleich {\displaystyle n_{1}} bzw. {\displaystyle n_{2}} ist. Somit sind {\displaystyle n_{1}} und {\displaystyle n_{2}} keine unberührbaren Zahlen. {\displaystyle \Box }
- Gesellige Zahlen sind niemals unberührbare Zahlen.
 Beweis:
  - Seien {\displaystyle n_{1},n_{2},\ldots n_{k}\in \mathbb {N} } mit {\displaystyle k\in \mathbb {N} ,k\geq 3} gesellige Zahlen. Gesellige Zahlen haben die Eigenschaft, dass die echte Teilersumme der {\displaystyle i}-ten Zahl {\displaystyle n_{i}} gleich {\displaystyle n_{i+1}} ist (mit {\displaystyle i=1,2,\ldots k-1}). Es gilt also {\displaystyle \sigma ^{*}(n_{i})=n_{i+1}} und {\displaystyle \sigma ^{*}(n_{k})=n_{1}}. Somit existiert für jede der {\displaystyle k} Zahlen {\displaystyle n_{1},n_{2},\ldots n_{k}} eine echte Teilersumme, die gleich {\displaystyle n_{1},n_{2},\ldots n_{k}} ist. Somit sind {\displaystyle n_{1},n_{2},\ldots n_{k}} keine unberührbaren Zahlen. {\displaystyle \Box }
- Sei {\displaystyle p\in \mathbb {P} } eine Primzahl und {\displaystyle n=p+1} eine Zahl, die um 1 größer ist als eine Primzahl. Dann gilt:
 {\displaystyle n} ist keine unberührbare Zahl.
 Beweis:
  - Weil {\displaystyle p\in \mathbb {P} } eine Primzahl ist, hat {\displaystyle p^{2}} nur die echten Teiler {\displaystyle 1} und {\displaystyle p}. Somit gilt für die echte Teilersumme {\displaystyle \sigma ^{*}(p^{2})=1+p}. Also kann {\displaystyle n=p+1} niemals eine unberührbare Zahl sein, weil es eine Zahl {\displaystyle k=p^{2}} gibt, deren echte Teilersumme gleich {\displaystyle n} ist. {\displaystyle \Box }
- Sei {\displaystyle p\in \mathbb {P} } eine ungerade Primzahl und {\displaystyle n=p+3} eine Zahl, die um 3 größer ist als eine Primzahl. Dann gilt:
 {\displaystyle n} ist keine unberührbare Zahl.
 Beweis:
  - Sei {\displaystyle p\in \mathbb {P} } eine ungerade Primzahl. Dann hat {\displaystyle 2p} nur die echten Teiler {\displaystyle 1,2} und {\displaystyle p}. Somit gilt für die echte Teilersumme {\displaystyle \sigma ^{*}(2p)=1+2+p=p+3}. Also kann {\displaystyle n=p+3} niemals eine unberührbare Zahl sein, weil es eine Zahl {\displaystyle k=2p} gibt, deren echte Teilersumme gleich {\displaystyle n} ist. {\displaystyle \Box }
- Es gibt unendlich viele unberührbare Zahlen. Ihre asymptotische Dichte beträgt mindestens {\displaystyle d>0{,}06}
 Beweis: von Paul Erdős[2] und von Chen & Zhao[3]

## Ungelöste Probleme
- Es wird vermutet, dass die Zahl {\displaystyle n=5} die einzige ungerade unberührbare Zahl ist.
  - Dies würde aus der starken Goldbachschen Vermutung folgen, wenn sie bewiesen wäre:
 Eine Zahl {\displaystyle k=p\cdot q} (mit Primzahlen {\displaystyle p,q\in \mathbb {P} }, {\displaystyle p\not =q}) hat nur die echten Teiler {\displaystyle 1,p} und {\displaystyle q}. Somit ist die Summe ihrer echten Teiler {\displaystyle \sigma ^{*}(k)=1+p+q}. Wenn jede gerade Zahl {\displaystyle n>6} als Summe zweier verschiedener Primzahlen {\displaystyle p+q} dargestellt werden kann (genau das ist die Aussage der starken Goldbachschen Vermutung), dann ist jede ungerade Zahl {\displaystyle 1+p+q>7} keine unberührbare Zahl, weil sie die Teilersumme der Zahl {\displaystyle k=p\cdot q} (mit den echten Teilern {\displaystyle 1,p} und {\displaystyle q}) ist. Weiters ist {\displaystyle 1=\sigma ^{*}(2)=1}, {\displaystyle 3=\sigma ^{*}(4)=1+2} und {\displaystyle 7=\sigma ^{*}(8)=1+2+4}. Somit kann nur {\displaystyle n=5} eine ungerade unberührbare Zahl sein.[4] {\displaystyle \Box }
- Es wird vermutet, dass alle unberührbaren Zahlen außer 2 und 5 zusammengesetzte Zahlen sind.
  - Dies würde unmittelbar aus der obigen Behauptung folgen, zumal diese aussagt, dass außer der Zahl 5 nur gerade Zahlen unberührbare Zahlen sein können. Gerade Zahlen, die ungleich 2 sind, sind aber immer zusammengesetzt. {\displaystyle \Box }